# (15238) Hisaohori
(15238) Hisaohori est un astéroïde de la ceinture principale.

## Description
(15238) Hisaohori est un astéroïde de la ceinture principale. Il fut découvert le 2 février 1989 à Geisei par Tsutomu Seki. Il présente une orbite caractérisée par un demi-grand axe de 2,28 UA, une excentricité de 0,08 et une inclinaison de 3,9° par rapport à l'écliptique.